# Mercedes-Benz L 1500 S/A
Le Mercedes-Benz L 1500 est un camion léger construit par Daimler-Benz pour la Wehrmacht allemande et à grande échelle pour les pompiers pendant la Seconde Guerre mondiale.

## Variantes

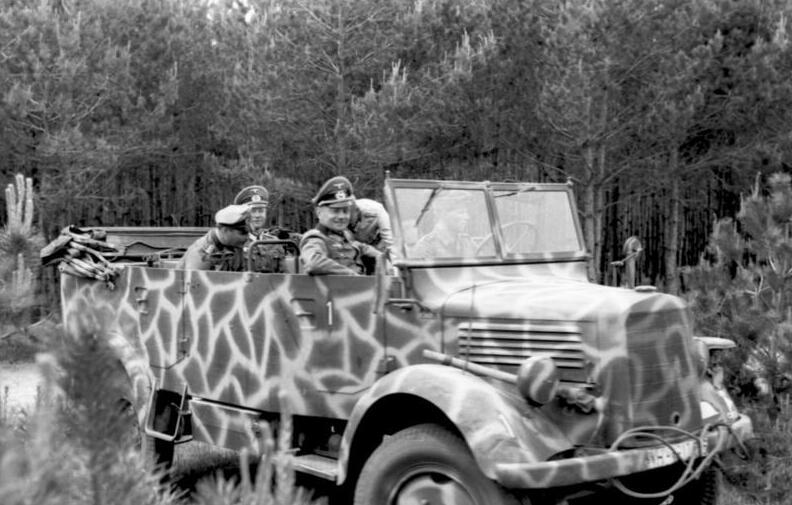
L 1500 A en tant que véhicule de transport des troupes de la Wehrmacht

Daimler-Benz AG a fabriqué 9004 L 1500 entre 1941 et 1944. Il existait deux variantes de ce type : le modèle à transmission intégrale, le L 1500 A, et le modèle à propulsion arrière, le L 1500 S. Avec 4 903 exemplaires, le L 1500 A est la variante la plus fréquemment construite, principalement en tant que véhicule de transport de troupes pour la Wehrmacht. Sur les 4101 L 1500 S, 3 600 ont été construits en tant que véhicules de pompiers légers (voir photo à droite). Erdmann & Rossi ont construit deux cabriolets sur le châssis du L 1500.

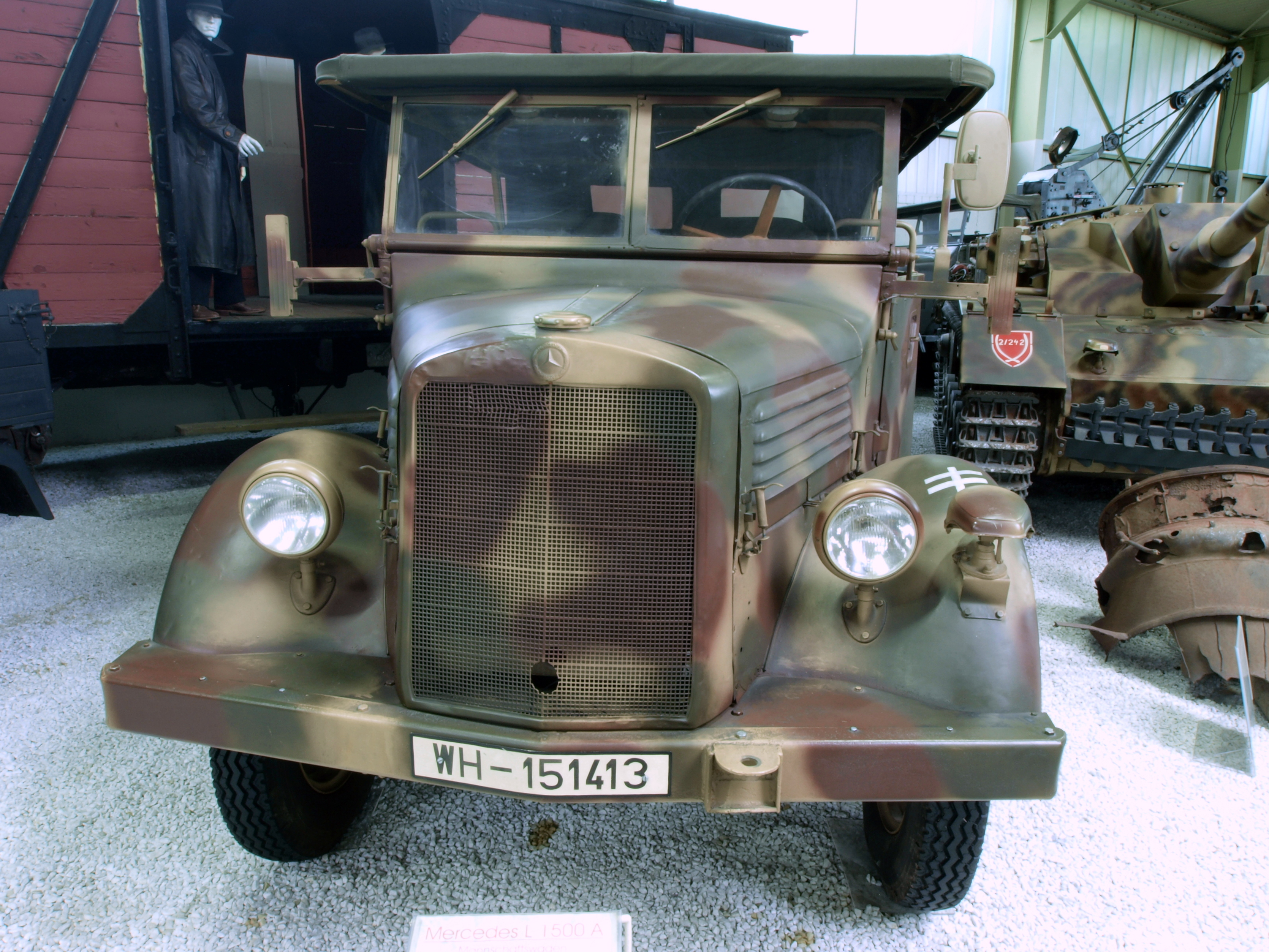
Mercedes L 1500 A véhicule de transport de troupes à transmission intégrale
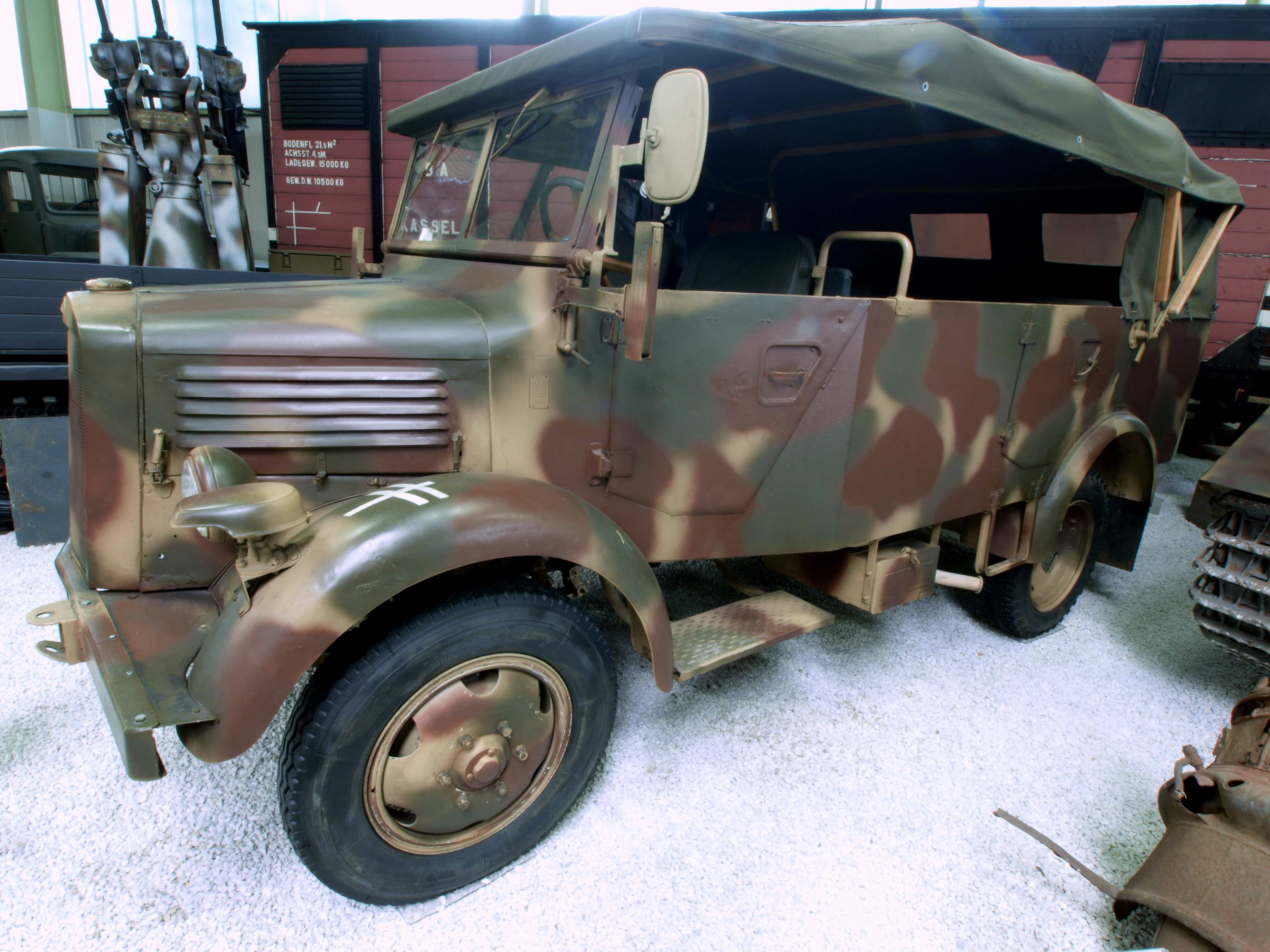
Mercedes L 1500 A véhicule de transport de troupes à transmission intégrale
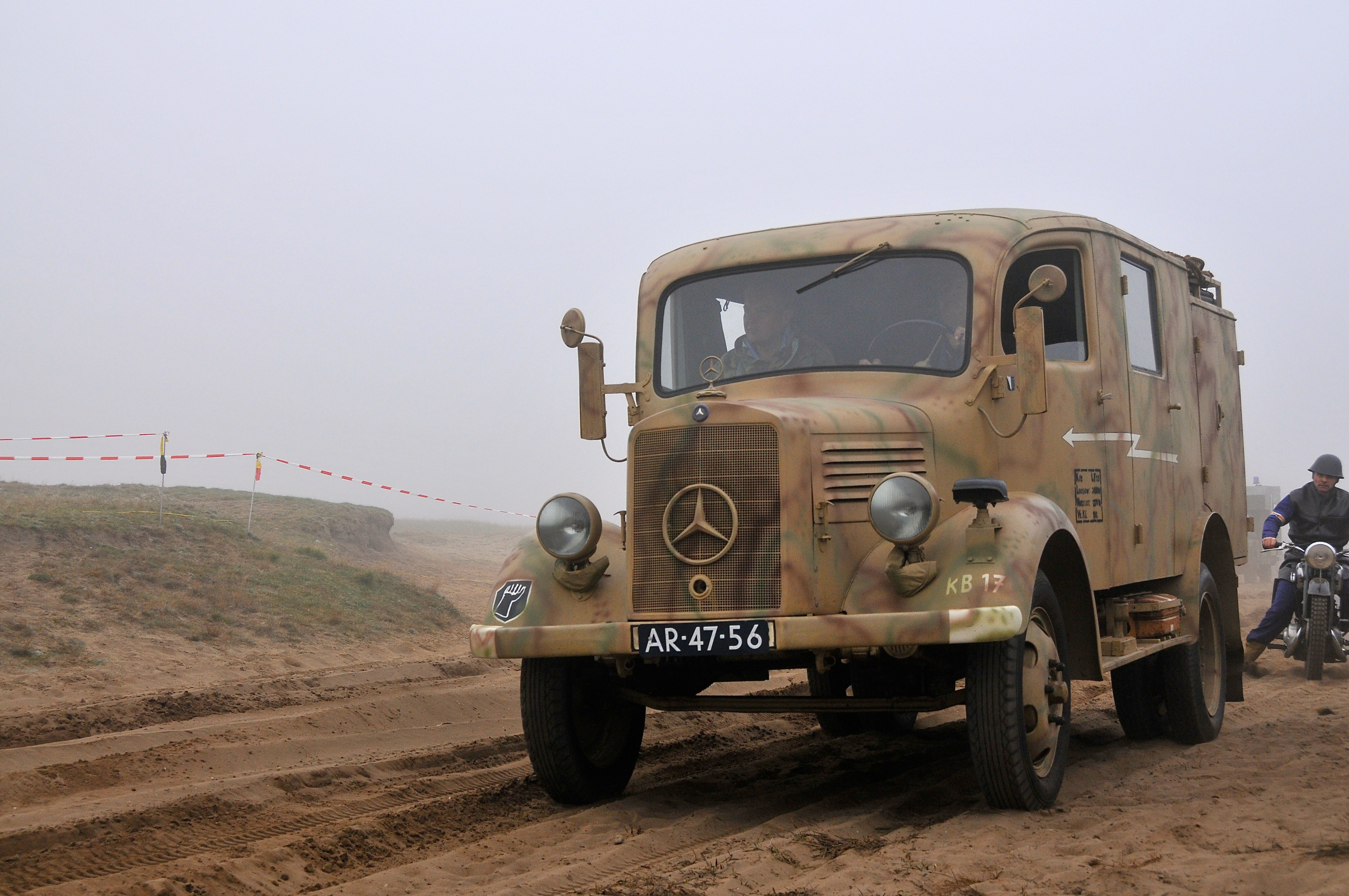
Mercedes L 1500 S véhicule radio à traction arrière
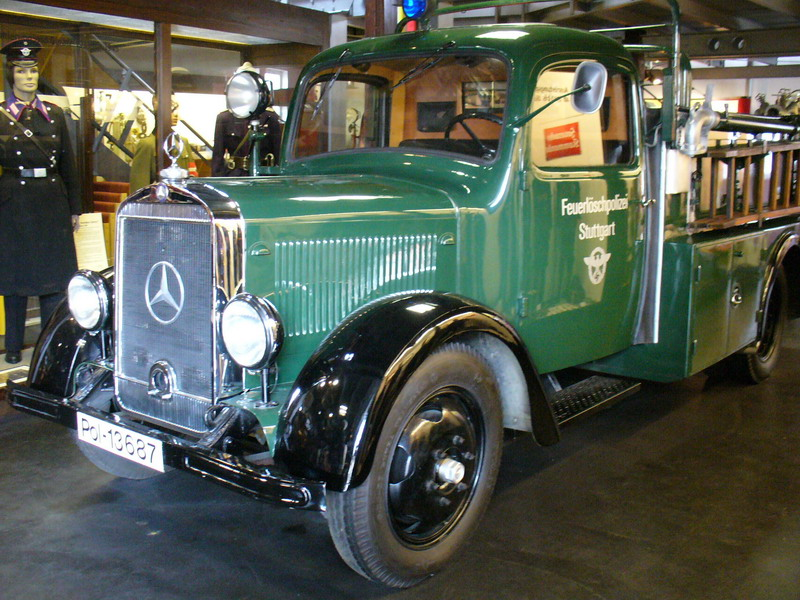
Mercedes L 1500 S véhicule d'équipement des pompiers de Stuttgart

## Technologie
Le L 1500 S est un camion à traction arrière. Il est construit sur un châssis en échelle. Le moteur est le moteur essence M 159 R6 de Mercedes-Benz avec carburateur, qui développe 60 ch (44 kW) pour une cylindrée de 2,6 l. La puissance est transmise via une boîte de vitesses manuelle à quatre vitesses. Les roues avec pneus de taille 190-20 sont équipées de freins à tambour. Le L 1500 A à transmission intégrale se distingue du L 1500 S par sa transmission intégrale, sa boîte de transfert avec réduction tout-terrain, sa garde au sol plus importante et ses pneus plus larges. La charge utile a été augmentée de 180 kg pour 4 080 kg.

## Production L 1500 S / L 1500 A
| Année      | 1941 | 1942 | 1943 | 1944 | total |
| ---------- | ---- | ---- | ---- | ---- | ----- |
| L 1500 S/A | 1669 | 4370 | 2826 | 139  | 9004  |
| L 1500 S   | *    | *    | *    | *    | 4101  |
| L 1500 A   | *    | *    | *    | *    | 4903  |